# Sania Mirza
Sania Mirza, hindi सानिया मिर्ज़ा (ur. 15 listopada 1986 w Bombaju) – indyjska tenisistka, mistrzyni wielkoszlemowych Wimbledonu 2015 i US Open 2015 w grze podwójnej oraz Australian Open 2009, French Open 2012 i US Open 2014 w grze mieszanej, triumfatorka Mistrzostw WTA w grze podwójnej (2014 i 2015), liderka rankingu WTA deblistek od 13 kwietnia 2015 do 8 stycznia 2017, pierwsza kobieta z Indii, która wygrała turnieje WTA w grze pojedynczej i podwójnej oraz zdobyła tytuł w turnieju wielkoszlemowym, klasyfikowana w rankingu WTA na 27. miejscu w grze pojedynczej (2007), multimedalistka igrzysk azjatyckich i Igrzysk Wspólnoty Narodów, reprezentantka Indii w Pucharze Federacji, Pucharze Hopmana i na letnich igrzyskach olimpijskich; odznaczona Orderem Padma Shri i Rajiv Gandhi Khel Ratna – najwyższym odznaczeniem państwowym przyznawanym w Indiach za szczególne zasługi w dziedzinie sportu, zdobywczyni Arjuna Award. Tenisistka praworęczna z oburęcznym backhandem.

## Kariera tenisowa
Sania Mirza rozpoczęła treningi tenisowe w wieku sześciu lat pod kierunkiem ojca, Imrana. W 2003 została juniorską mistrzynią wielkoszlemowego Wimbledonu w grze podwójnej w parze z Alisą Klejbanową.

### Gra pojedyncza
W 2003 roku Mirza zadebiutowała w cyklu rozgrywkowym WTA Tour. Otrzymała „dziką kartę” do turnieju w Hajdarabadzie, ale przegrała w pierwszej rundzie z Evie Dominikovic z Australii. W 2004 indyjski rząd przyznał jej nagrodę Arjuna. Pierwszy profesjonalny mecz wygrała podczas Australian Open 2005, ogrywając Cindy Watson, a potem także Petrę Mandulę. Uległa dopiero Serenie Williams. Niespełna dwa tygodnie później Hinduska została już triumfatorką turnieju WTA w grze pojedynczej w Hajdarabadzie. Wyeliminowała trzy rozstawione przeciwniczki: Zheng Jie, Mariję Kirilenko i Alonę Bondarenko, w efekcie została sklasyfikowana w gronie stu najlepszych tenisistek świata. Została pierwszą kobietą z Indii, która wygrała profesjonalne zawody w singlu. W marcu doszła też do ćwierćfinału w Dubaju, pokonując tam Swietłanę Kuzniecową (7 WTA). W sierpniu awansowała do finału imprezy w Forest Hills, gdzie nie poradziła sobie z Lucie Šafářovą Jednocześnie przedostała się do czołowej pięćdziesiątki rankingu indywidualnego. Odnotowała czwartą rundę US Open (jako pierwsza Hinduska w historii) i półfinał w Tokio (nie sprostała Tatianie Golovin). Za swoje osiągnięcia w tym sezonie Mirza otrzymała Order Padma Shri, czwarte najwyższe odznaczenie w Indiach.
We wrześniu 2006 zagrała w półfinale w Kolkacie, zatrzymując się na Martinie Hingis, ale zrewanżowała się Szwajcarce tydzień później w drugiej rundzie w Seulu. W październiku zagrała jeszcze w ćwierćfinale w Taszkencie. Rok 2007 otworzyła półfinałami w Hobart i Pattaya, a także ćwierćfinałem w Bangalore. Po długim okresie słabszych występów ponownie znalazła się w najlepszej czwórce turnieju w Cincinnati, ulegając w trzech setach Annie Czakwetadze. Zapukała do czołowej trzydziestki rankingu WTA i przypieczętowała swoją pozycję finałem w Stanford. Wygrała tam z kilkoma dobrymi zawodniczkami: Tatianą Golovin, Patty Schnyder i Sybille Bammer. Do tego dodała wiktorie nad Szachar Pe’er i Dinarą Safiną w San Diego oraz nad Martiną Hingis w Los Angeles. 27 kwietnia 2007 Mirza zajmowała najwyższe w karierze, 27. miejsce w rankingu. W 2008 osiągnęła czwartą rundę w Indian Wells; sezon ten upłynął jej pod znakiem licznych urazów i spowodował wypadnięcie Mirzy z grona stu najlepszych zawodniczek świata. Jednocześnie oznajmiła mediom, że zaczynając od imprezy Bangalore Open 2008 nie będzie już więcej startowała w turniejach na terenie Indii, za powód podając wynikające z tego liczne kontrowersje i problemy.
W lutym 2009 została finalistką w Pattaya i z powrotem znalazła się w czołowej setce klasyfikacji światowej. Następny ważniejszy wynik – półfinał – odnotowała jednak dopiero latem w brytyjskim Birmingham. Nie udało się jej wygrać z Magdaleną Rybarikovą. Ponownie zaczęła występować w zawodach rangi ITF, ale na koniec roku przedostała się półfinału rozgrywek WTA w Osace, gdzie wyeliminowała Szachar Pe’er i Marion Bartoli. Niemalże przez cały rok 2010 zmagała się z kontuzjami, a przy okazji wzięła ślub z pakistańskim krykiecistą Shoaibem Malikiem i na dłuższy czas zniknęła z aren tenisowych. Tym niemniej, jej osoba wzbudziła duże zainteresowanie mediów, głównie z powodu zawirowań w życiu uczuciowym.
W kwietniu 2011, po przejściu kwalifikacji, awansowała do ćwierćfinału turnieju w Charleston (pierwszy ćwierćfinał od października 2010). Na europejskich kortach ziemnych nie odniosła żadnych sukcesów, a występ we French Open zakończyła na drugiej rundzie porażką z Agnieszką Radwańską. Aż do wielkoszlemowego US Open nie wygrała ani jednego spotkania w drabince głównej turnieju WTA, po czym zrezygnowała z występów aż do końca sezonu z powodu kontuzji kolana. W lutym 2012 awansowała do ćwierćfinału turnieju w Pattayi. 25 kwietnia poinformowała, że zaprzestaje występów w konkurencji gry pojedynczej, gdyż przebyte w ciągu ostatnich pięciu lat trzy zabiegi operacyjne ograniczają jej możliwości sportowe.
Ogłoszona przez tenisistkę decyzja nie okazała się ostateczna – Mirza powróciła do rywalizacji singlistek już w maju 2012, przechodząc eliminacje do turnieju w Brukseli. W pierwszej rundzie zawodów przegrała z Monicą Niculescu. W Eastbourne odpadła w drugim meczu kwalifikacji z Andreą Hlaváčkovą. 2 marca 2013 po raz kolejny oświadczyła, że aby wydłużyć swoją tenisową karierę musi zrezygnować z występów w grze pojedynczej.

### Gra podwójna
Sania Mirza wygrała czterdzieści trzy deblowe turnieje WTA. Liderką rankingu WTA deblistek została 13 kwietnia 2015.

#### 2003-2005
Zadebiutowała w rozgrywkach gry podwójnej WTA Tour w lutym 2003 w Hajdarabadzie. Jej partnerką była wówczas Mary Pierce; zdołały wygrać jeden mecz i dojść do ćwierćfinału. Rok później w tych samych zawodach u boku Liezel Huber odniosła swoje pierwsze deblowe zwycięstwo. W finale pokonały Li Ting i Sun Tiantian. Awansowała o ponad dwieście miejsc w klasyfikacji WTA. W maju 2005 zadebiutowała w imprezie wielkoszlemowej – French Open, partnerując Annie Czakwetadze. W lipcu osiągnęła półfinał w Cincinnati (z Julianą Fedak), a jesienią półfinały w Tokio i Kolkacie. W tym czasie jej deblową partnerką była Szachar Pe’er. Duet indyjsko – izraelski wzbudził niemałe zainteresowanie mediów ze względu na różnice dzielące obydwie tenisistki ze względu na ich pochodzenie.

#### 2006
W lutym 2006 wygrała razem z Huber swój drugi tytuł w karierze w Bangalore. Miesiąc później doszła z Ai Sugiyamą do ćwierćfinału prestiżowych zawodów w Indian Wells i Miami. ZWEą została sklasyfikowana w gronie stu najlepszych deblistek świata. Dobrą formę potwierdziła finałami w Amelia Island (z Huber) i Stambule (z Molik). Latem awansowała razem z Martą Domachowską do finału w Cincinnati; przegrały z Marią Eleną Camerin i Giselą Dulko. Na koniec sezonu triumfowała w Kolkacie (z Huber) i rok zakończyła na 28. miejscu w rankingu WTA.

#### 2007
W roku 2007 wygrała cztery kolejne turnieje: Fez z Vanią King, Cincinnati z Bethanie Mattek, Stanford z Szachar Pe’er i New Haven z Marą Santangelo. W meczu o puchar w Stambule razem z Chan Yung-jan przegrały z duetem Agnieszka Radwańska i Urszula Radwańska. Ponadto Mirza osiągnęła w Nowym Jorku swój pierwszy wielkoszlemowy ćwierćfinał.

#### 2008
Nękana kontuzjami, występowała na kortach tylko przez połowę sezonu 2008. Jej najważniejsze wyniki z tego sezonu to ćwierćfinał Wimbledonu i półfinał w Indian Wells.

#### 2009
Po powrocie wiosną 2009 awansowała do półfinału w Miami, a następnie razem z Chia-Yung Chuang triumfowała w Ponte Vedra Beach. Z Chuang osiągnęła jeszcze półfinały w Madrycie i Birmingham, ale na tym współpraca zawodniczek zakończyła się. Do końca roku Mirza grała z Francescą Schiavone, Soraną Cîrsteą i Vanią King.

#### 2010
Jesienią 2010 wygrała bez straty seta turniej w Kantonie z Ediną Gallovits.

#### 2011
W marcu 2011 osiągnęła najlepszy rezultat w karierze, triumfując w Indian Wells razem z Jeleną Wiesniną. Hinduska i Rosjanka zostawiły w pokonanym polu między innymi trzy Polki: Agnieszkę Radwańską, Klaudię Jans, Alicję Rosolską, ponadto Danielę Hantuchovą, Meghann Shaughnessy i Bethanie Mattek-Sands. Hantuchová i Radwańska zrewanżowały się jednak już dwa tygodnie później w drugiej rundzie w Miami. Wiesnina i Mirza odniosły zwycięstwo w Charleston, ponownie nad Shaughnessy i Sands.
W czerwcu Mirza ze swoją rosyjską partnerką przedostały się do finału wielkoszlemowego French Open 2011 i był to dla Indyjki pierwszy finał Wielkiego Szlema w grze podwójnej oraz najlepszy wynik w karierze. Walkę o puchar przegrały z Andreą Hlaváčkovą i Lucie Hradecką. W ćwierćfinale i półfinale pokonały cztery byłe lub obecne liderki rankingu WTA: Liezel Huber, Giselę Dulko, Flavię Pennettę i Lisę Raymond. W półfinale Wimbledonu zostały zatrzymane przez Katarinę Srebotnik i Květę Peschke. W lipcu Mirza z Jarosławą Szwiedową triumfowała w Waszyngtonie.

#### 2012
W styczniu 2012 zagrała w półfinale Australian Open, gdzie z Wiesniną uległy późniejszym mistrzyniom, Swietłanie Kuzniecowej i Wierze Zwonariowej. Z Anastasiją Rodionową wygrała turniej w Pattaya. W finałach w Dubaju i Indian Wells musiała uznać wyższość notowanego wówczas najwyżej debla Huber – Raymond. W maju wraz z Bethanie Mattek-Sands zwyciężyła w turnieju Premier Series w Brukseli. W październiku osiągnęła finału turnieju Premier Mandatory w Pekinie.

#### 2013
Na początku 2013 roku zdobyła tytuł w zawodach w australijskim Brisbane. Razem z partnerującą Bethanie Mattek-Sands pokonały wynikiem 4:6, 6:4, 10–7 parę Anna-Lena Grönefeld-Květa Peschke. Później wraz z Amerykanką zaliczyła porażki w pierwszych rundach w Australian Open z Sílvią Soler Espinosą i Carlą Suárez Navarro 6:7(4), 3:6 oraz w Doha z Lisą Raymond i Samanthą Stosur 4:6, 2:6. W lutym, ponownie z Mattek-Sands, zwyciężyła w turnieju rangi WTA Premier w Dubaju. Tym razem debel pokonał w finale parę Nadieżda Pietrowa–Katarina Srebotnik wynikiem 6:4, 2:6, 10–7. W pierwszej rundzie turnieju w Indian Wells w ponownie uległy Raymond ze Stosur 7:6(8), 3:6, 6:10. W następnym tygodniu doszły już jednak do ćwierćfinału w Miami, w którym musiały uznać wyższość liderek rankingu Sary Errani i Roberty Vinci 1:6, 4:6.
Powrót na Europejską część sezonu w kwietniu okazał się udany, gdyż Mirza razem z Mattek-Sands osiągnęły finał w Stuttgarcie. Przegrały w nim z parą Mona Barthel–Sabine Lisicki 4:6, 5:7. W Madrycie przegrały jednak już w drugiej rundzie z Anastasiją Pawluczenkową i Lucie Šafářovą 5:7, 1:6. W turnieju WTA Premier 5 w Rzymie osiągnęły ćwierćfinał, w którym ponownie nie sprostały Włoszkom Errani-Vinci 4:6, 3:6. Ostatnim wspólnym występem Hinduski z Mattek-Sands był wielkoszlemowy French Open. Porażka w trzeciej rundzie (ponownie z parą Pawluczenkowa-Šafářová) ostatecznie zakończyła ich współpracę w tym roku.
Sezon na trawiastych kortach w Wielkiej Brytanii rozegrała wspólnie z Liezel Huber. Mimo rozstawienia z numerem drugim przegrały już w drugim meczu w Eastbourne z Monicą Niculescu i Klára Zakopalová 3:6, 6:3, 9–11. Podczas Wimbledonu niespodziewanie przegrały w trzeciej rundzie z Shūko Aoyamą i Chanelle Scheepers 2:6, 6:3, 2:6, co ostatecznie zakończyło współpracę Mirzy z utytułowaną rywalką.
Do serii turniejów poprzedzających US Open nawiązała współpracę z Chińską tenisistką Zheng Jie. Przegrały w drugiej rundzie w Toronto i pierwszej w Cincinnati, jednak w zawodach w New Haven odniosły znaczący sukces. W półfinale pokonały Sílvię Soler Espinosę i Carlę Suárez Navarro 6:3, 6:3, a w meczu mistrzowskim triumfowały nad Anabel Mediną Garrigues i Katariną Srebotnik 6:3, 6:4. Podczas wielkoszlemowego US Open osiągnęły kolejny sukces dochodząc do półfinału, eliminując w ćwierćfinale Hsieh Su-wei i Peng Shuai 6:4, 7:6(5). W meczu o finał nie sprostały jednak parze Ashleigh Barty-Casey Dellacqua przegrywając 2:6, 2:6.
We wrześniu Mirza zaczęła występować wspólnie z Zimbabwejką Carą Black, z którą wygrała wszystkie turnieje w jakich wystąpiła do końca roku. W Tokio pokonały w finale Chan Hao-ching i Liezel Huber 4:6, 6:0, 11–9, natomiast tydzień później, w Pekinie, para zwyciężyła z deblem Wiera Duszewina–Arantxa Parra Santonja 6:2, 6:2.

#### 2014
Mirzą cały sezon grała z Black odnosząc szereg sukcesów. W Australian Open i Doha doszły do ćwierćfinałów – porażki odpowiednio z Errani i Vinci 2:6, 6:3, 4:6 oraz z Anastasiją Pawluczenkową i Nadieżdą Pietrową 6:4, 4:6, 12–14. W turniejach rangi Premier Mandatory w Indian Wells przegrały dopiero w finale z nowymi liderkami rankingu deblistek Hsieh Su-wei i Peng Shuai 6:7(5), 2:6, a w Miami w półfinale z Sabine Lisicki oraz powracającą do wielkiej formy Martiną Hingis 3:6, 4:6. Do kolejnego finału awansowały w Stuttgarcie, w którym po raz kolejny przegrały z Errani i Vinci 2:6, 3:6.
Na początku maja triumfowała w Oeiras. Później odpadały w ćwierćfinałach w Madrycie, Rzymie i French Open – porażki z Hsieh i Peng 7:5, 1:6, 8:10, Errani i Vinci 2:6, 3:6 oraz ponownie z Hsieh i Peng 2:6, 6:3, 3:6.
W drugiej połowie sezonu ponownie awansowała do finału także w Montrealu, Wuhanie i Pekinie. Odpadła w półfinale US Open (porażka z Hingis i Flavią Pennettą 2:6, 4:6) oraz wygrała w Tokio, pokonując Garbiñe Muguruzę i Carlę Suárez Navarro 6:2, 7:5.
Dzięki bardzo dobrym występom awansowała po raz pierwszy w karierze do Turnieju Mistrzyń, w którym triumfowała pokonując w finale Hsieh i Peng 6:1, 6:0. Był to ostatni wspólny mecz Mirzy z Black.

#### 2015
W styczniu 2015 Mirza w parze z Bethanie Mattek-Sands zwyciężyła w zawodach w Sydney, pokonując w finale Raquel Kops-Jones i Abigail Spears 6:3, 6:3. Współpraca z Hsieh Su-wei nie przyniosła oczekiwanych rezultatów: porażka w drugiej rundzie Australian Open z Gabrielą Dabrowski i Alicją Rosolską 6:7(5), 4:6, przegrana w pierwszym meczu w Dubaju oraz przegrany finał w Ad-Dausze Kops-Jones i Spears 4:6, 4:6.
W marcu nawiązała współpracę z Martiną Hingis. W meczu mistrzowskim w Indian Wells, najwyżej rozstawione Mirza i Hingis, triumfowały wynikiem 6:3, 6:4 nad Jekatieriną Makarową i Jeleną Wiesniną. Kolejny triumf nad tymi zawodniczkami, tym razem zakończony wynikiem 7:5, 6:1, miał miejsce w finale turnieju w Miami. W następnym tygodniu para wygrała zawody w Charleston, pokonując w finale Casey Dellacquę i Dariję Jurak 6:0, 6:4. Dzięki temu zwycięstwu Mirza awansowała na pozycję liderki rankingu deblowego WTA Tour.
W Stuttgarcie tenisistki nie wygrały meczu, zaś w Madrycie doszły do ćwierćfinału, przegrywając z mistrzyniami tegorocznego Australian Open – Bethanie Mattek-Sands i Lucie Šafářovą 7:6(5), 3:6, 9–11.
Kolejny finał zawodniczki osiągnęły w Rzymie, przegrywając 4:6, 3:6 z Tímeą Babos i Kristiną Mladenovic. Rezultatem zawodniczek na kortach wielkoszlemowych w Paryżu był ćwierćfinał, w którym ponownie okazały się gorsze od Mattek-Sands i Šafářovej (5:7, 2:6). W mikście z Bruno Soaresem przegrała w meczu otwarcia.
Zawody na trawie w Eastbourne debel zakończył na półfinale, przegrywając z Caroline Garcią oraz Katariną Srebotnik 5:7, 4:6. Na Wimbledonie najwyżej rozstawiony szwajcarsko-hinduski debel pokonał w meczu mistrzowskim Makarową i Wiesninę 5:7, 7:6(4), 7:5. W trzecim secie przegrywały już 2:5, by wygrać kolejne pięć gemów. Był to pierwszy wielkoszlemowy triumf Mirzy w grze podwójnej, a dziesiąty dla Hingis. W grze mieszanej z Soaresem doszła do ćwierćfinału.
Przygotowania do US Open 2015 Mirza z Hingis rozpoczęły od startu w Toronto, gdzie w półfinale, po raz drugi w ciągu dwóch miesięcy, przegrały z Caroline Garcią oraz Katariną Srebotnik 3:6, 2:6. W następnym tygodniu wystartowały w turnieju w Cincinnati. Według drabinki turnieju w półfinale znowu miały się spotkać z Garcią i Srebotnik, lecz francusko-słoweński debel przegrał w już pierwszym meczu z Chan Hao-ching i Chan Yung-jan, zatem Mirza i Hingis spotkały się w półfinale z tenisistkami z Tajwanu. Musiały w nim uznać wyższość rywalek, przegrywając 4:6, 6:0, 6–10. W ostatnich zawodach z cyklu US Open Series w New Haven nie wystartowały.
Podczas zawodów wielkoszlemowych w Nowym Jorku Hinduska tenisistka, broniąca tytułu sprzed roku, przegrała z Soaresem już w pierwszej rundzie. Turniej debla przebiegał pod dyktando rozstawionych z numerem pierwszym Mirzy i Hingis, które nie straciły nawet seta w całej imprezie. Najtrudniejszym meczem był ćwierćfinałowy pojedynek z Chan Hao-ching i Chan Yung-jan, w którym szwajcarsko-hinduska para w pierwszym secie przegrywała już 0:5. Zdołały jednak doprowadzić do tie-breaka, którego wygrały do 5. Drugi set był już formalnością i Mirza z partnerką ograły swoje pogromczynie sprzed trzech tygodni w Cincinnati wynikiem 7:6(5), 6:1. Półfinałowy mecz z pięciokrotną triumfatorką wielkoszlemowych zmagań deblowych Sarą Errani oraz byłą partnerką Hingis – Flavią Pennettą był zacięty tylko w pierwszym secie, wygranym do 4. W drugim Włoszki opadły z sił i Mirza po raz pierwszy w karierze awansowała do finału debla US Open – 6:4, 6:1. Finał gry podwójnej nie przyniósł oczekiwanych emocji i po wygranej 6:3, 6:3 nad Casey Dellacquą i Jarosławą Szwiedową, Mirza zdobyła swój drugi tytuł wielkoszlemowy w roku.
Mirza z Hingis starty w Azji rozpoczęły od wygranego turnieju w Kantonie, pokonując w finale gospodynie Xu Shilin i You Xiaodi 6:3, 6:1. Tydzień później odniosły siódmy wspólny triumf w sezonie pokonując w finale turnieju rangi WTA Premier 5 w Wuhanie Irinę-Camelię Begu i Monicę Niculescu 6:2, 6:3, kontynuując serię trzynastu kolejnych zwycięstw.
W następnym tygodniu podczas turnieju rangi WTA Premier Mandatory w Pekinie Szwajcarsko-Hinduski duet stracił w pierwszym meczu seta w rywalizacji z Sarą Errani i Flavią Pennettą. Mirza z Hingis otrząsnęły się w drugiej partii doprowadzając do supertiebreaka. W ostatniej partii wróciły ze stanu 4-6, wygrywając sześć kolejnych punktów, a cały mecz wynikiem 1:6, 6:4, 10–6. W ćwierćfinale spotkały się z bardzo dobrze serwującymi Julią Görges i Karolíną Plíškovą, które szybko objęły prowadzenie 4:0. Jednak od stanu 1:5 Hingis z Mirzą wygrały pięć kolejnych gemów. Görges z Plíškovą udało się doprowadzić do tie-breaka i przewagi w nim 4-2, lecz dwukrotne mistrzynie turniejów wielkoszlemowych w roku znowu podkręciły tempo wygrywając pierwszą partię 7:6 (7-5). Drugi set obył się bez takich serii i mecz zakończył się wynikiem 7:6(5), 6:4. Półfinałowy pojedynek z gospodyniami nie przysporzył rozstawionym z numerem pierwszym tenisistkom większych problemów i zakończył się wynikiem 6:2, 6:3. Mecz mistrzowski rozpoczął się od prowadzenia przeciwniczek Mirzy i Hingis, reprezentantek Tajwanu Chan Hao-ching i Chan Yung-jan 5:2. Jednak najlepsza para roku zdołała doprowadzić do tie-breaka, w którym, po godzinie walki uległy 9-11. Drugi set Szawjcarsko-Hinduski duet wygrał jednak do 1 i o mistrzostwie musiał zdecydować supertiebreak. Ostatnia partia została wygrana przy drugiej piłce meczowej, a cały pojedynek wynikiem 6:7(9), 6:1, 10–8. Dzięki temu zwycięstwu Mirza z Hingis podwyższyły tegoroczny bilans z groźnymi tenisistkami z Tajwanu na 4–1.
Turniej Mistrzyń w Singapurze Mirza z Hingis rozpoczęły bardzo dobrze i w grupie wygrały wszystkie trzy mecze: z Raquel Kops-Jones i Abigail Spears 6:4, 6:2, z Andreą Hlaváčkovą i Lucie Hradecką 6:3, 6:4 i na zakończenie z Tímeą Babos i Kristiną Mladenovic 6:4, 7:5. Jako jedyny zespół bez porażki awansowały do półfinału, w którym pokonały dobrze znane przeciwniczki z Tajwanu Chan Hao-ching i Chan Yung-jan 6:4, 6:2. Najłatwiejszym meczem okazał się być finał, w którym Szwajcarsko-Hinduski duet nie dał szans Hiszpankom Garbiñe Muguruzie i Carli Suárez Navarro wygrywając 6:0, 6:3. Dla Sanii Mirzy było to trzydzieste drugie zwycięstwo w turnieju deblowym WTA oraz drugi z rzędu triumf w WTA Finals.

#### 2016
Pod koniec pierwszej dekady stycznia Hinduska ponownie zagrała z Martiną Hingis, co okazało się być strzałem w dziesiątkę, ponieważ zwyciężyły w zawodach rangi WTA Premier Series w Brisbane, a ich rywalkami w zwycięskim finale 7:5, 6:1 były startujące z „dziką kartą” Niemki Angelique Kerber oraz Andrea Petković. Ostatnim przystankiem przed Australian Open był turniej w Sydney. Kłopoty Santiny zaczęły się w meczu półfinałowym przeciwko Jarosławie Szwiedowej i Raluce Olaru, gdy przegrały pierwszego seta do 4, a na początku drugiego straciły serwis. Przy stanie 4:6, 1:2 mecz został przerwany z powodu opadów deszczu. Przerwa podziałała na liderki deblowego rankingu WTA zbawiennie, gdyż po kilkugodzinnej przerwie wygrały kolejne 4 gemy, a seta do 3. W supertiebreaku Mirza z Hingis objęły prowadzenie, którego nie oddały już do końca. Wynikiem 4:6, 6:3, 10–8 awansowały do siódmego finału turniej WTA z rzędu. Mecz mistrzowski rozpoczął się niemal identycznie jak półfinałowy. Rywalki, francuska para Caroline Garcia i Kristina Mladenovic, wygrały pierwszego seta do 1, a w drugim wyszły na prowadzenie 3:0 i 5:2. Wówczas oblicze najlepszej pary deblowej 2015 roku zmieniło się diametralnie – wygrały pięć kolejnych gemów wyrównując stan meczu. Decydująca partia przebiegła już pod ich dyktando, a wygrana 1:6, 7:5, 10–5 przypieczętowała jedenasty wspólny triumf Mirzy z Hingis.
Mirza wystąpiła dwukrotnie w spotkaniach I Grupy Azjatyckiej Pucharu Federacji, z których wygrała tylko raz – wspólnie z Ankitą Raina pokonała debel z Uzbekistanu Nigina Abduraimova-Arina Folts 6:2, 6:0. W następnym tygodniu wystąpiła wraz z Hingis w nowym turnieju w St. Petersburgu. Od początku wyglądały na zmęczone i w gorszej formie. W ćwierćfinale spotkały się z triumfatorkami turnieju w Moskwie z 2015 roku Jeleną Wiesniną i Darją Kasatkiną, mimo nie najlepszej postawy mecz zakończył się zwycięstwem 6:4, 6:1. Półfinałowe przeciwniczki postawiły Santinie poprzeczkę zdecydowanie wyżej. Anabel Medina Garrigues i Arantxa Parra Santonja grały bardzo dobrze, a liderki rankingu zaczęły popełniać proste błędy. W drugiej partii przegrywały już 0:4 i 1:5. Zdołały jednak odrobić straty i doprowadzić do tiebreaka, w którym jednak mimo prowadzenia 6-4, przegrały, głównie przez błędy serwisowe Hingis. Supertiebreak przebiegał już jednak ze zdecydowaną przewagą pary rozstawionej z numerem pierwszym i dzięki zwycięstwu 7:5, 6:7(6), 10–6 awansowały do kolejnego finału. Mecz mistrzowski rozegrany koncertowo przyniósł najmniej emocji, a zwycięstwo 6:3, 6:1 nad Wierą Duszewiną i Barborą Krejčíkovą przedłużyło serie: wspólnych zwycięstw Hingis z Mirzą do 40., a liczbę triumfów do dziewięciu. Seria ta została przerwana podczas zawodów w Dosze, a licznik zatrzymał się na 41 kolejnych zwycięstwach.
Wspólnie ze Szwajcarką kolejny start zaliczyła w kwietniowych zawodach w Stuttgarcie, przechodząc przez turniej ekspresowo, jednakże w spotkaniu o tytuł uległy z rozstawionymi z dwójką Francuzkami Caroline Garcią oraz Kristiną Mladenovic. Trzy tygodnie później pary ponownie spotkały się w finale turnieju, tym razem w Madrycie, lecz ponownie górą okazały się Francuzki, pokonując je w dwóch setach do 4. Kolejny triumf Hinduska wraz ze Szwajcarką zaliczyły w połowie maja w Rzymie, wygrywając z rosyjską parą Jekatierina Makarowa–Jelena Wiesnina. W trakcie wielkoszlemowego French Open obie panie wygrały dwa pojedynki, by w spotkaniu o ćwierćfinał gładko ulec 3:6, 2:6 Barborze Krejčíkovej i Kateřinie Siniakovej. Mirza w mikście, tym razem z Chorwatem Ivanem Dodigiem tylko jedno spotkanie zakończyli wynikiem dwusetowym, jednakże pozostałe, jak i finałowe kończyli po supertiebreaku, w którym nieznacznie przegrali 6:4, 4:6, 8–10 z obecną partnerką oraz rodakiem Leanderem Paesem.
Przed Wimbledonem Mirza wystąpiła w turniejach rangi Premier w Birmingham z Coco Vandeweghe oraz w Eastbourne z Hingis. W obu turniejach łącznie wygrała tylko mecz otwarcia w Eastbourne z parą Lucie Šafářová – Samantha Stosur 6:1, 2:6, 10–2, by w ćwierćfinale ulec Dariji Jurak i Anastasiji Rodionowej 3:6, 3:6. W turnieju wimbledońskim Santina nadal nie odnalazła dobrej dyspozycji i jako obrończynie tytułu odpadły już w ćwierćfinale po porażce z późniejszymi finalistkami Tímeą Babos i Jarosławą Szwiedową 2:6, 4:6. W ostatnim występie przed Igrzyskami Olimpijskimi w Rio Mirza wystąpiła wraz z Hingis w turnieju Rogers Cup w Montrealu. Mimo błyskotliwego zwycięstwa w pierwszym meczu przeciwko Naomi Broady i Shelby Rogers – 6:1, 6:1, w ćwierćfinale uległy zdecydowanie Christinie McHale i Asii Muhammad 4:6, 3:6.
Sania Mirza podczas Igrzysk Olimpijskich w Rio wystąpiła w grze podwójnej ze sklasyfikowaną na 192. miejscu rankingu deblowego Prarthaną Thombare. Mimo podjęcia walki nie sprostały Chińskiej parze: Peng Shuai – Zhang Shuai ulegając 6:7(6), 7:5, 5:7, odpadając z turnieju w pierwszej rundzie. W turnieju gry mieszanej wystąpiła w parez z Rohanem Bopannem. W pierwszej rundzie Hinduska para wygrała z reprezentantami Australii Samanthą Stosur i Johnem Peersem 7:5, 6:4. W ćwierćfinale wyeliminowali Brytyjską parę Heather Watson – Andy Murray 6:4, 6:4, by w walce o finał przegrać z reprezentantami Stanów Zjednoczonych Venus Williams – Rajeev Ram 6:2, 2:6, 3–10. W meczu o brązowy medal ulegli Czeskiej parze Lucie Hradecká – Radek Štěpánek 1:6, 5:7 zajmując ostatecznie czwarte miejsce.
Sania Mirza podczas turnieju olimpijskiego poinformowała, że zaprzestaje występów ze Szwajcarką Martiną Hingis i od tego momentu będą grać z innymi partnerkami. Zapewniła jednak, że wystąpią wspólnie w Turnieju Mistrzyń broniąc tytułu. Szwajcarsko-Hinduski duet, popularnie nazywany „Santiną”, zdominował rozgrywki deblowe w ciągu ostatnich dwóch lat: przez 18 miesięcy wspólnych występów wygrały 14 tytułów (w tym trzy wielkoszlemowe i Mistrzostwa WTA), a trzy razy przegrywały w finałach.
W pierwszym starcie po rozpadzie „Santiny” Mirza wystąpiła z Barborą Strýcovą w turnieju w Cincinnati. Krocząc od zwycięstwa do zwycięstwa wyeliminowały między innymi: w ćwierćfinale nr 3 turnieju Tímeę Babos i Jarosławę Szwiedowę 7:6(4), 6:1, w półfinale nr 2 turnieju Chan Hao-ching i Chan Yung-jan 6:2, 7:5, by w finale pokonać Martinę Hingis i Coco Vandeweghe 7:5, 6:4. Dzięki zwycięstwu nad Szwajcarką Mirza ponownie została samodzielną liderką rankingu deblistek.
W następnym tygodniu wystąpiła w New Haven z Monicą Niculescu. Jedyny opór napotkały w meczu półfinałowym przeciwko Andreji Klepač i Katarinie Srebotnik zwyciężając 2:6, 6:3, 10–8. Po wygranym finale z Kateryną Bondarenko i Chuang Chia-jung 7:5, 6:4, Mirza zapisała na swoim koncie trzydziesty dziewiąty triumf w rozgrywkach deblowych WTA w karierze.
Podczas US Open 2016 wystąpiła w grze podwójnej i mieszanej. W mikście wraz z Ivanem Dodigiem była rozstawiona z numerem pierwszym. Przegrali już w drugiej rundzie z Barborą Krejčíkovą i Marinem Draganją 3:6, 4:6. W rozgrywkach gry podwójnej pań wystąpiła ponownie z Barborą Strýcovą, gdzie zostały rozstawione z numerem 7. Przez pierwsze rundy przeszły bez problemów, nie tracąc nawet seta. Dopiero w meczu ćwierćfinałowym zmierzyły się z rozstawionymi z numerem pierwszym Francuzkami Caroline Garcią i Kristiną Mladenovic. Mecz para Hindusko-Czeska rozpoczęła bardzo dobrze wychodząc na prowadzenie 5:2. Przy stanie 5:3 miały nawet dwie piłki setowe, lecz francuski duet przestał popełniać błędy, doprowadzając do tiebreaka, którego wygrały do trzech. Druga partia obyła się już bez emocji broniąca tytułu w Nowym Jorku Mirza odpadła już w ćwierćfinale wynikiem 6:7(3), 1:6. Tym samym, drugi raz w sezonie, nie obroniła tytułu wielkoszlemowego (poprzednio podczas Wimbledonu).
Kolejnym startem Mirzy było Tokio, w którym wystąpiła ponownie ze Strýcovą. Już w pierwszym meczu przeciwko Misaki Doi i Kurumi Nara musiały bronić się przed odpadnięciem z turnieju. Wygrały dopiero po super tie-breaku, w którym przegrywały już 6-8 przy serwisie rywalek. Mecz ostatecznie jednak rozstrzygnęły na swoją korzyść 6:7(3), 7:5, 10–8. W starciu półfinałowym z parą Gabriela Dabrowski – María José Martínez Sánchez znowu awansowały po przegraniu pierwszego seta, wynikiem 4:6, 6:3, 10–5. Pojedynek finałowy, z Liang Chen i Yang Zhaoxuan, Hindusko-Czeska para wygrała w zaledwie pięćdziesiąt jeden minut w stosunku 6:1, 6:1. W kolejnym tygodniu Hindusko-Czeska para ponownie doszła do finału turnieju, tym razem w Wuhan. W meczu mistrzowskim uległy jednak Bethanie Mattek-Sands i Lucie Šafářovej 1:6, 4:6.
Na początku października Mirza ze Strýcovą wystartowały w turnieju WTA Premier Mandatory w Pekinie. Przegrały już jednak w pierwszym meczu z parą Dabrowski – Martínez Sánchez 6:4, 1:6, 4–10, zaprzepaszczając tym samym wspólny start w Mistrzostwach WTA kończących sezon. Hinduska wystąpiła z Martiną Hingis w WTA Finals, dzięki kwalifikacji uzyskanej już w czerwcu. W tym sezonie powrócono do systemu pucharowego. W pierwszym meczu „Santina” pokonała parę z Tajwanu Chan Hao-ching-Chan Yung-jan 7:6(10), 7:5. W meczu półfinałowym uległy już jednak rosyjskiej parze Jekatierina Makarowa – Jelena Wiesnina 6:3, 2:6, 10–6 żegnając się z marzeniami o obronie tytułu.

#### 2017
Sezon 2017 Sania Mirza rozpoczęła wspólnie z Bethanie Mattek-Sands od zawodów w Brisbane. W całym turnieju para straciła tylko jednego seta, odnosząc pierwsze wspólne zwycięstwo od Sydney w 2015 roku. Mirza broniła punktów za zwycięstwo sprzed roku, przez co Mattek-Sands zmieniła ją na fotelu liderki deblowego rankingu WTA (w notowaniu z 9 stycznia 2017 roku Amerykanka wyprzedziła Hinduskę o 130 punktów). Tydzień później Mirza wróciła do występów z Barborą Strýcovą podczas występu w Sydney. W meczu o tytuł musiała uznać wyższość Tímei Babos i Anastasiji Pawluczenkowej przegrywając 4:6, 4:6. Podczas wielkoszlemowego Australian Open 2017 w grze podwójnej odpadły już w trzeciej rundzie z nierozstawionymi Eri Hozumi i Miyu Katō 3:6, 6:2, 2:6. Natomiast w mikście w parze z Ivanem Dodigiem doszła aż do finału, ulegając w nim parze Abigail Spears – Juan Sebastián Cabal 2:6, 4:6. Porażka w Australian Open na tak wczesnym etapie (broniła 2000 punktów za ubiegłoroczne zwycięstwo z Hingis) kosztowała Mirzę dalszy spadek w rankingu WTA – w ostatnim notowaniu w styczniu 2017 roku z drugiej pozycji przesunęła się na siódmą.
Podczas turniejów w Katarze i Dubaju odpadały na etapie półfinałów: odpowiednio z Abigail Spears i Katariną Srebotnik 3:6, 6:1, 8–10 oraz Jekatieriną Makarową i Jeleną Wiesniną 4:6, 3:6. W Indian Wells przegrały rundę wcześniej z Chan Yung-jan i Martiną Hingis 4:6, 4:6. W Miami w półfinale zrewanżowały się Chan i Hingis eliminując je wynikiem 6:7(6), 6:1, 10–4. W walce o tytuł nie sprostały jednak parze Gabriela Dabrowski – Xu Yifan 4:6, 3:6. Po przegranym finale tenisistki zrezygnowały ze wspólnych występów.
Tydzień później Mirza wystartowała w Charleston u boku Andrei Hlaváčkovej, ale zdołały wygrać tylko jeden mecz. Resztę sezonu na kortach ziemnych występowała z Jarosławą Szwiedową. W Rzymie doszły do półfinału (ponowna porażka z Chan i Hingis – 3:6, 6:7(7)), ale to był jedyny dobry rezultat tej pary. W Birmingham wystąpiła z Coco Vandeweghe. Wygrały w pierwszej rundzie z Dariją Jurak i Anastasiją Rodionową 6:2, 6:4. W drugiej otrzymały walkower od rozstawionych z numerem pierwszym Lucie Šafářovej i Barbory Strýcovej, by same nie wyjść na mecz półfinałowy przeciwko Ashleigh Barty i Casey Dellacqua. Podczas Wimbledonu wystąpiła z Kirsten Flipkens. W trzeciej rundzie na drodze Hinduski po raz kolejny stanęły Chan Yung-jan i Martina Hingis, które wyeliminowały ją z dalszej rywalizacji wynikiem 2:6, 4:6. W grze mieszanej, ponownie z Dodigiem, przegrali w drugim meczu z obrońcami tytułu Heather Watson i Henrim Kontinenem 6:7(4), 4:6.
Sezon na kortach twardych rozpoczęła u boku Monici Niculescu w Waszyngtonie. Udało im się wygrać jednak tylko jeden mecz z mało znanymi Amerykankami Jamie Loeb i Ashley Weinhold 6:3, 6:2. Na początku sierpnia rozpoczęła starty z byłą liderką rankingu deblowego – Peng Shuai. W pierwszym wspólnym starcie w Toronto doszły do ćwierćfinału, którym poddały walkowerem. Tydzień później w Cincinnati odpadły w walce o finał z parą Hsieh Su-wei – Monica Niculescu 4:6, 6:7(6). Podczas debla na US Open w ćwierćfinale Hindusko-Chińska para pokonała Tímeę Babos i Andreę Hlaváčkovą 7:6(5), 6:4, by w półfinale przegrać z Chan i Hingis 4:6, 4:6. W mikście z Dodigiem przegrali już w pierwszej rundzie z Jeļeną Ostapenko i Fabrice’em Martinem 7:5, 3:6, 6–10.
Dwa ostatnie starty w sezonie Mirza zagrała ponownie z Peng. Występy w Wuhan i Pekinie para zakończyła na półfinałach, dwukrotnie ulegając Chan Yung-jan i Martina Hingis (odpowiednio 6:7(5) 4:6 i 6:2, 1:6, 5–10). W całym sezonie Sania Mirza z różnymi partnerkami zagrała aż siedmiokrotnie przeciwko parze Chan Yung-jan – Martina Hingis i tylko jeden raz wyszła z takiej konfrontacji zwycięsko. Mirza zakończyła sezon na 12. miejscu w rankingu.

#### 2018–2019
Od początku 2018 roku Sania Mirza nie startowała w rozgrywkach WTA Tour. W kwietniu poprzez portal społecznościowy ogłosiła, że wraz z mężem spodziewają się dziecka. O narodzinach syna poinformował mąż tenisistki w październiku 2018 roku. Ponad rok po urodzeniu dziecka, w listopadzie 2019 roku zapowiedziała powrót na zawodowe korty oraz start w Igrzyskach Olimpijskich w 2020 roku w Tokio.

#### 2020
Sania Mirza rozpoczęcie sezonu 2020 zaplanowała od startów w Hobart i Australian Open w parze z Nadiją Kiczenok i Rajeevem Ramem.

### Gra mieszana
Sania Mirza razem z Maheshem Bhupathim wygrała Australian Open 2009 w grze mieszanej, zostając tym samym pierwszą kobietą z Indii i trzecią osobą z tego kraju (po Bhupathim i Leanderze Paesie), która triumfowała w turnieju wielkoszlemowym. Drugie mistrzostwo zdobyła podczas French Open 2012, w finale którego z Bhupathim pokonali Klaudię Jans-Ignacik i Santiago Gonzáleza. Trzeci triumf zanotowała w parze z Bruno Soaresem w US Open w roku 2014. W każdej z czterech imprez w tej kategorii Hinduska dochodziła przynajmniej do ćwierćfinału.
Występy w grze mieszanej rozpoczęła latem 2005, dochodząc do drugiej rundy Wimbledonu z Simonem Aspelinem. Pierwszy ćwierćfinał osiągnęła w US Open 2007 z Bhupathim, a przegrali tam z Wiktoryją Azaranką i Maksem Mirnym. Po dwóch finałach w Australii do kolejnego ćwierćfinału awansowała w Wimbledonie 2011 u boku Rohana Bopanny.
W roku 2012 zagrała w półfinale Australian Open, a potem zdobyła mistrzostwo we French Open (z Maheshem Bhupathim). Na Wimbledonie zaszła z Bhupathim do drugiej rundy, a podczas US Open osiągnęła ćwierćfinał w parze z Colinem Flemingem. W 2013 roku osiągnęła ćwierćfinały w Melbourne i Londynie oraz odpadała po pierwszym meczu w Paryżu i Nowym Jorku. W 2014 roku osiągnęła finał Australian Open. We French Open zanotowała drugą, a na Wimbledonie trzecią rundę. Ostatnie zawody tej konkurencji w sezonie zakończyła triumfem.
W sezonie 2015 Mirza awansowała do półfinału Australian Open i ćwierćfinału Wimbledonu. W Paryżu i Nowym Jorku nie wygrała ani jednego meczu.
W 2016 roku Hinduska w parze z Ivanem Dodigiem doszła do najlepszej czwórki Australian Open i finału French Open, lecz za każdym razem doznawali porażki z późniejszymi zdobywcami tytułu. Na Wimbledonie wraz z Chorwatem przegrali już w pierwszym meczu. Podczas US Open ponownie z Dodigiem była rozstawiona z numerem pierwszym. Przegrali już w drugiej rundzie z Barborą Krejčíkovą i Marinem Draganją 3:6, 4:6.

### Występy reprezentacyjne
Od 2003 roku Mirza regularnie reprezentuje Indie w rozgrywkach Pucharu Federacji, jej kraj utrzymuje się w strefie Azji i Oceanii.
Była członkinią indyjskiej reprezentacji podczas letnich igrzysk olimpijskich w 2008 roku w Pekinie. Skreczowała w pierwszej rundzie gry pojedynczej w pojedynku z Ivetą Benešovą pomimo prowadzenia 6:1, 2:1. W grze podwójnej w parze z Sunithą Rao doszła do drugiej rundy – w meczu otwarcia walkowerem poddały się Francuzki, Tatiana Golovin i Pauline Parmentier, a w kolejnym Indyjki nie sprostały Rosjankom Swietłanie Kuzniecowej i Dinarze Safinie. Organizatorzy przyznali jej dziką kartę, upoważniającą do występu w igrzyskach olimpijskich (2012) w Londynie. W deblu kobiet w parze z rodaczką Chakravarthi odpadły w pierwszej rundzie; w mikście z Bhupathim po zwycięstwie nad Aną Ivanović i Nenadem Zimonjiciem zostali pokonani w ćwierćfinale przez późniejszych mistrzów olimpijskich, Wiktoryję Azarankę i Maksa Mirnego.
W 2007 wystąpiła w turnieju o Puchar Hopmana. Razem z Rohanem Bopanną wygrali kwalifikacje azjatyckie i po konfrontacjach z Czechami, Chorwatami i Hiszpanami zakończyli swój start na drugim miejscu w grupie B.
Sania jest multimedalistką igrzysk azjatyckich. W 2002 w Pusan zajęła trzecie miejsce w grze mieszanej w parze z Leanderem Paesem. W 2006 w Doha zdobyła trzy medale: srebro w grze pojedynczej, srebro w rywalizacji drużynowej (z Ankitą Bhambri, Ishą Lakhani i Shikhą Uberoi) oraz złoto w grze mieszanej (z Paesem); w 2010 w Kantonie brązowy medal w singlu i srebrny w mikście (z Vishnu Vardhanem). W roku 2014 w Inczonie razem z Sakethem Mynenim wywalczyła złoty medal w grze mieszanej, a w parze z Prarthaną Thombare – brąz w grze podwójnej. W 2010 wystąpiła również w Igrzyskach Wspólnoty Brytyjskiej (tenis po raz pierwszy w historii rozgrywany był w ramach tego turnieju). W Delhi została posiadaczką srebrnego medalu w grze pojedynczej i brązowego w grze podwójnej (z Rushmi Chakravarthi).

### Zwycięstwa nad wysoko notowanymi tenisistkami
Zestawienie obejmuje listę meczów, w którym tenisistka wygrała z zawodniczkami notowanymi w rankingu WTA w grze pojedynczej przynajmniej na dwudziestym miejscu w chwili rozegrania spotkania (stan na 26 stycznia 2014).
| Ranking WTA | Tenisistka           | Rok  | Turniej      | Faza | Wynik            |
| 7.          | Swietłana Kuzniecowa | 2005 | Dubaj        | 2R   | 6:4, 6:2         |
| 8.          | Martina Hingis       | 2006 | Seul         | 2R   | 4:6, 6:0, 6:4    |
| 9.          | Nadieżda Pietrowa    | 2005 | San Diego    | 2R   | 6:2, 6:1         |
| 12.         | Marion Bartoli       | 2009 | Osaka        | 2R   | 6:2, 2:6, 6:4    |
| 12.         | Martina Hingis       | 2007 | Los Angeles  | QF   | 6:4, 2:0 krecz   |
| 14.         | Dinara Safina        | 2007 | San Diego    | 3R   | 6:1, 6:2         |
| 16.         | Flavia Pennetta      | 2006 | Paryż        | 1R   | 6:2, 7:6(5)      |
| 17.         | Patty Schnyder       | 2007 | Stanford     | QF   | 7:6(2), 6:1      |
| 18.         | Szachar Pe’er        | 2007 | San Diego    | 1R   | 6:3, 4:6, 6:2    |
| 18.         | Szachar Pe’er        | 2008 | Indian Wells | 3R   | 6:7(7), 7:5, 6:3 |
| 19.         | Tatiana Golovin      | 2007 | Stanford     | 2R   | 6:4, 6:1         |

### Nagrody i wyróżnienia
- Arjuna Award (2004)
- Nagrody WTA: Debiut Roku (2005)
- Padma Shri (2006)
- Rajiv Gandhi Khel Ratna (2015)

### Kontrowersje
Tenisistka znana jest z licznych kontrowersji, wynikających głównie z jej religii. Mirza jest praktykującą muzułmanką. Została oskarżona o łamanie zasad swojej wiary poprzez noszenie na korcie zbyt krótkich spódniczek. W listopadzie 2005 podczas jednej z konferencji prasowych wypowiadała się na temat bezpiecznych stosunków seksualnych i bliższych kontaktów przed zawarciem małżeństwa, czym również naraziła się wyznawcom swojej religii. Podczas meczu swojego rodaka Rohana Bopanny w ramach Pucharu Hopmana 2008 pojawiła się na trybunach z bosymi stopami, a przed nią leżała hinduska flaga. Uważano, że zachowanie Mirzy ma zły wpływ na młode muzułmańskie kobiety.
W marcu 2010 magazyn The Economic Times umieścił Sanię Mirzę w gronie „trzydziestu trzech kobiet, które czynią Indie dumnymi”.

## Życie prywatne
Sania Mirza jest córką Imrana, dziennikarza sportowego, i jego żony Nasimy. Ma młodszą siostrę Anam. Została wychowana w Hajdarabadzie w religijnej rodzinie. Uczęszczała do szkoły Nasr w rodzinnym mieście, a potem ukończyła St. Mary’s College. 11 grudnia 2008 otrzymała honorowy stopień Doctor of Letters uniwersytetu w Ćennaju. Obecnie studiuje tam jej siostrzenica, Sonia Baig Mirza. Tenisistka interesuje się pływaniem i muzyką.
Zaręczyny Sanii ze studiującym ówcześnie w Wielkiej Brytanii przyjacielem z dzieciństwa Muhammadem Sohrab Mirzą odbyły się 10 lipca 2009 w hajdarabadzkim pięciogwiazdkowym hotelu. W uroczystości wzięli udział hinduscy tenisiści (Bhupathi i Bopanna), krykiecista Arshad Ayub oraz gwiazdy telewizyjne. Ojciec Mirzy zerwał zaręczyny pary w styczniu 2010 roku, ale zadeklarował przy tym, że nie zmieni to wieloletniej przyjaźni pomiędzy obiema rodzinami. Pod koniec marca 2010 tenisistka zaręczyła się z byłym pakistańskim krykiecistą, Shoaibem Malikiem. Sportowiec był wcześniej mężem innej mieszkanki Hajdarabadu, Ayeshy Sddiqui, a ich rozwód został sfinalizowany zaledwie na kilka dni przed ślubem Malika z Mirzą. Para zawarła związek małżeński 12 kwietnia 2010, a uroczysty bankiet odbył się trzy dni później.
Wydarzenia w życiu uczuciowym Mirzy spowodowały, że jej nazwisko było najczęściej wpisywanym nazwiskiem tenisistki w wyszukiwarkę Google w 2010 i 2011 roku.

## Historia występów wielkoszlemowych
Legenda
     W, wygrany turniej
     F, przegrana w finale
     SF, przegrana w półfinale
     QF, przegrana w ćwierćfinale
     xR, przegrana w x rundzie
     A, brak startu
     NH, turniej nie odbył się

### Występy w grze pojedynczej
| Australian Open        | A   | 3R | 2R | 2R | 3R | 2R | 1R  | 1R | 1R  | 0 / 8  | 7 – 8   |  |  |  |  |  |  |  |  |  |  |  |  |  |  |  |  |
| French Open            | A   | 1R | 1R | 2R | A  | 1R | A   | 2R | A   | 0 / 5  | 2 – 5   |  |  |  |  |  |  |  |  |  |  |  |  |  |  |  |  |
| Wimbledon              | A   | 2R | 1R | 2R | 2R | 2R | 1R  | 1R | A   | 0 / 7  | 4 – 7   |  |  |  |  |  |  |  |  |  |  |  |  |  |  |  |  |
| US Open                | A   | 4R | 2R | 3R | A  | 2R | 2R  | 1R | A   | 0 / 6  | 8 – 6   |  |  |  |  |  |  |  |  |  |  |  |  |  |  |  |  |
|                        |     |    |    |    |    |    |     |    |     |        |         |  |  |  |  |  |  |  |  |  |  |  |  |  |  |  |  |
| Ranking na koniec roku | 206 | 31 | 66 | 32 | 99 | 58 | 166 | 88 | 280 | 0 / 26 | 21 – 26 |  |  |  |  |  |  |  |  |  |  |  |  |  |  |  |  |

### Występy w grze podwójnej
| Australian Open        | A   | A   | 1R | 3R | 3R | 1R | 3R | 1R | SF | 1R | QF | 2R | W  | 3R | urlop    | urlop    | 1R  | A  | 1R | 2R | 1 / 15 | 23 – 14  |  |  |  |  |  |
| French Open            | A   | 2R  | 3R | 1R | A  | 2R | A  | F  | 1R | 3R | QF | QF | 3R | 1R |          |          | A   | A  | 3R | A  | 0 / 12 | 21 – 12  |  |  |  |  |  |
| Wimbledon              | Q1  | 1R  | 2R | 3R | QF | 2R | 2R | SF | 3R | 3R | 2R | W  | QF | 3R | macie-   | macie-   | NH  | 2R | 1R | A  | 1 / 15 | 29 – 14  |  |  |  |  |  |
| US Open                | A   | 1R  | 3R | QF | A  | 2R | 1R | 3R | 3R | SF | SF | W  | QF | SF | -rzyński | -rzyński | A   | 1R | A  | A  | 1 / 13 | 31 – 12  |  |  |  |  |  |
|                        |     |     |    |    |    |    |    |    |    |    |    |    |    |    |          |          |     |    |    |    |        |          |  |  |  |  |  |
| Ranking na koniec roku | 178 | 111 | 24 | 18 | 61 | 37 | 61 | 11 | 12 | 9  | 6  | 1  | 1  | 12 | –        | –        | 237 | 62 | 24 | –  | 3 / 55 | 104 – 52 |  |  |  |  |  |

### Występy w grze mieszanej
| Australian Open | A | A  | 1R | 1R | F  | W  | A | A  | SF | QF | F  | SF | SF | F  | urlop    | urlop    | A  | A  | QF | F | 1 / 12 | 32 – 11 |  |  |  |  |  |
| French Open     | A | A  | 1R | 2R | A  | 1R | A | 1R | W  | 1R | 2R | 1R | F  | QF |          |          | NH | A  | 2R | A | 1 / 11 | 14 – 10 |  |  |  |  |  |
| Wimbledon       | A | 2R | 3R | 2R | 2R | 3R | A | QF | 2R | QF | 3R | QF | 2R | 3R | macie-   | macie-   | NH | 3R | SF | A | 0 / 14 | 17 – 14 |  |  |  |  |  |
| US Open         | A | A  | 1R | QF | A  | 2R | A | 1R | QF | 1R | W  | 1R | 2R | 1R | -rzyński | -rzyński | NH | 1R | A  | A | 1 / 11 | 11 – 10 |  |  |  |  |  |
|                 |   |    |    |    |    |    |   |    |    |    |    |    |    |    |          |          |    |    |    |   |        |         |  |  |  |  |  |
|                 |   |    |    |    |    |    |   |    |    |    |    |    |    |    |          |          |    |    |    |   | 3 / 48 | 74 – 45 |  |  |  |  |  |

## Finały turniejów WTA
| Legenda                     | Legenda |
| --------------------------- | ------- |
| Wielki Szlem                |         |
| Igrzyska olimpijskie        |         |
| WTA Tour Championships      |         |
| 1988 – 2008                 |         |
| Kategoria I                 |         |
| Kategoria II                |         |
| Kategoria III               |         |
| Kategoria IV                |         |
| Kategoria V                 |         |
| 2009 – 2020                 |         |
| WTA Premier Mandatory       |         |
| WTA Premier 5               |         |
| WTA Premier                 |         |
| WTA International Series    |         |
| WTA 125K series (2012–2020) |         |
| od 2021                     |         |
| WTA 1000 (obowiązkowe)      |         |
| WTA 1000 (nieobowiązkowe)   |         |
| WTA 500                     |         |
| WTA 250                     |         |
| WTA 125                     |         |

### Gra pojedyncza 4 (1–3)
| Końcowy wynik | Nr | Data             | Turniej      | Nawierzchnia | Przeciwniczka    | Wynik finału  |
| ------------- | -- | ---------------- | ------------ | ------------ | ---------------- | ------------- |
| Zwyciężczyni  | 1. | 12 lutego 2005   | Hajdarabad   | Twarda       | Alona Bondarenko | 6:4, 5:7, 6:3 |
| Finalistka    | 1. | 20 sierpnia 2005 | Forest Hills | Twarda       | Lucie Šafářová   | 6:3, 5:7, 4:6 |
| Finalistka    | 2. | 29 lipca 2007    | Stanford     | Twarda       | Anna Czakwetadze | 3:6, 2:6      |
| Finalistka    | 3. | 15 lutego 2009   | Pattaya      | Twarda       | Wiera Zwonariowa | 5:7, 1:6      |

### Gra podwójna 66 (43–23)
| Końcowy wynik | Nr  | Data                 | Turniej         | Nawierzchnia   | Partnerka              | Przeciwniczki                              | Wynik finału      |
| ------------- | --- | -------------------- | --------------- | -------------- | ---------------------- | ------------------------------------------ | ----------------- |
| Zwyciężczyni  | 1.  | 22 lutego 2004       | Hajdarabad      | Twarda         | Liezel Huber           | Li Ting Sun Tiantian                       | 7:6(1), 6:4       |
| Zwyciężczyni  | 2.  | 19 lutego 2006       | Bangalore       | Twarda         | Liezel Huber           | Anastasija Rodionowa Jelena Wiesnina       | 6:3, 6:3          |
| Finalistka    | 1.  | 9 kwietnia 2006      | Amelia Island   | Ceglana        | Liezel Huber           | Shinobu Asagoe Katarina Srebotnik          | 2:6, 4:6          |
| Finalistka    | 2.  | 27 maja 2006         | Stambuł         | Ceglana        | Alicia Molik           | Alona Bondarenko Anastasija Jakimawa       | 2:6, 4:6          |
| Finalistka    | 3.  | 23 lipca 2006        | Cincinnati      | Twarda         | Marta Domachowska      | Maria Elena Camerin Gisela Dulko           | 4:6, 6:3, 2:6     |
| Zwyciężczyni  | 3.  | 24 września 2006     | Kolkata         | Twarda (hala)  | Liezel Huber           | Julija Bejhelzimer Juliana Fedak           | 6:4, 6:0          |
| Zwyciężczyni  | 4.  | 20 maja 2007         | Fez             | Ceglana        | Vania King             | Andreea Ehritt-Vanc Anastasija Rodionowa   | 6:1, 6:2          |
| Finalistka    | 4.  | 26 maja 2007         | Stambuł         | Ceglana        | Chan Yung-jan          | Agnieszka Radwańska Urszula Radwańska      | 1:6, 3:6          |
| Zwyciężczyni  | 5.  | 22 lipca 2007        | Cincinnati      | Twarda         | Bethanie Mattek        | Alina Żydkowa Tacciana Puczak              | 7:6(4), 7:5       |
| Zwyciężczyni  | 6.  | 29 lipca 2007        | New Haven       | Twarda         | Szachar Pe’er          | Wiktoryja Azaranka Anna Czakwetadze        | 6:4, 7:6(5)       |
| Zwyciężczyni  | 7.  | 25 sierpnia 2007     | Stanford        | Twarda         | Mara Santangelo        | Cara Black Liezel Huber                    | 6:1, 6:2          |
| Zwyciężczyni  | 8.  | 12 kwietnia 2009     | Ponte Beach     | Ceglana        | Chuang Chia-jung       | Květa Peschke Lisa Raymond                 | 6:3, 4:6, 10–7    |
| Zwyciężczyni  | 9.  | 19 września 2010     | Kanton          | Twarda         | Edina Gallovits        | Han Xinyun Liu Wanting                     | 7:5, 6:3          |
| Zwyciężczyni  | 10. | 19 marca 2011        | Indian Wells    | Twarda         | Jelena Wiesnina        | Bethanie Mattek-Sands Meghann Shaughnessy  | 6:0, 7:5          |
| Zwyciężczyni  | 11. | 10 kwietnia 2011     | Charleston      | Ceglana        | Jelena Wiesnina        | Bethanie Mattek-Sands Meghann Shaughnessy  | 6:4, 6:4          |
| Finalistka    | 5.  | 3 czerwca 2011       | French Open     | Ceglana        | Jelena Wiesnina        | Andrea Hlaváčková Lucie Hradecká           | 4:6, 3:6          |
| Zwyciężczyni  | 12. | 31 lipca 2011        | Waszyngton      | Twarda         | Jarosława Szwiedowa    | Wolha Hawarcowa Ałła Kudriawcewa           | 6:3, 6:3          |
| Zwyciężczyni  | 13. | 12 lutego 2012       | Pattaya         | Twarda         | Anastasija Rodionowa   | Chan Hao-ching Chan Yung-jan               | 3:6, 6:1, 10–8    |
| Finalistka    | 6.  | 25 lutego 2012       | Dubaj           | Twarda         | Jelena Wiesnina        | Liezel Huber Lisa Raymond                  | 2:6, 1:6          |
| Finalistka    | 7.  | 17 marca 2012        | Indian Wells    | Twarda         | Jelena Wiesnina        | Liezel Huber Lisa Raymond                  | 2:6, 3:6          |
| Zwyciężczyni  | 14. | 26 maja 2012         | Bruksela        | Ceglana        | Bethanie Mattek-Sands  | Alicja Rosolska Zheng Jie                  | 6:3, 6:2          |
| Finalistka    | 8.  | 6 października 2012  | Pekin           | Twarda         | Nuria Llagostera Vives | Jekatierina Makarowa Jelena Wiesnina       | 5:7, 5:7          |
| Zwyciężczyni  | 15. | 5 stycznia 2013      | Brisbane        | Twarda         | Bethanie Mattek-Sands  | Anna-Lena Grönefeld Květa Peschke          | 4:6, 6:4, 10–7    |
| Zwyciężczyni  | 16. | 23 lutego 2013       | Dubaj           | Twarda         | Bethanie Mattek-Sands  | Nadieżda Pietrowa Katarina Srebotnik       | 6:4, 2:6, 10–7    |
| Finalistka    | 9.  | 28 kwietnia 2013     | Stuttgart       | Ceglana (hala) | Bethanie Mattek-Sands  | Mona Barthel Sabine Lisicki                | 4:6, 5:7          |
| Zwyciężczyni  | 17. | 24 sierpnia 2013     | New Haven       | Twarda         | Zheng Jie              | Anabel Medina Garrigues Katarina Srebotnik | 6:3, 6:4          |
| Zwyciężczyni  | 18. | 28 września 2013     | Tokio           | Twarda         | Cara Black             | Chan Hao-ching Liezel Huber                | 4:6, 6:0, 11–9    |
| Zwyciężczyni  | 19. | 5 października 2013  | Pekin           | Twarda         | Cara Black             | Wiera Duszewina Arantxa Parra Santonja     | 6:2, 6:2          |
| Finalistka    | 10. | 15 marca 2014        | Indian Wells    | Twarda         | Cara Black             | Hsieh Su-wei Peng Shuai                    | 6:7(5), 2:6       |
| Finalistka    | 11. | 27 kwietnia 2014     | Stuttgart       | Ceglana (hala) | Cara Black             | Sara Errani Roberta Vinci                  | 2:6, 3:6          |
| Zwyciężczyni  | 20. | 3 maja 2014          | Oeiras          | Ceglana        | Cara Black             | Eva Hrdinová Walerija Sołowjowa            | 6:4, 6:3          |
| Finalistka    | 12. | 10 sierpnia 2014     | Montreal        | Twarda         | Cara Black             | Sara Errani Roberta Vinci                  | 6:7(4), 3:6       |
| Zwyciężczyni  | 21. | 20 września 2014     | Tokio           | Twarda         | Cara Black             | Garbiñe Muguruza Carla Suárez Navarro      | 6:2, 7:5          |
| Finalistka    | 13. | 5 października 2014  | Pekin           | Twarda         | Cara Black             | Andrea Hlaváčková Peng Shuai               | 4:6, 4:6          |
| Zwyciężczyni  | 22. | 26 października 2014 | Singapur        | Twarda (hala)  | Cara Black             | Hsieh Su-wei Peng Shuai                    | 6:1, 6:0          |
| Zwyciężczyni  | 23. | 16 stycznia 2015     | Sydney          | Twarda         | Bethanie Mattek-Sands  | Raquel Kops-Jones Abigail Spears           | 6:3, 6:3          |
| Finalistka    | 14. | 28 lutego 2015       | Doha            | Twarda         | Hsieh Su-wei           | Raquel Kops-Jones Abigail Spears           | 4:6, 4:6          |
| Zwyciężczyni  | 24. | 21 marca 2015        | Indian Wells    | Twarda         | Martina Hingis         | Jekatierina Makarowa Jelena Wiesnina       | 6:3, 6:4          |
| Zwyciężczyni  | 25. | 5 kwietnia 2015      | Miami           | Twarda         | Martina Hingis         | Jekatierina Makarowa Jelena Wiesnina       | 7:5, 6:1          |
| Zwyciężczyni  | 26. | 12 kwietnia 2015     | Charleston      | Ceglana        | Martina Hingis         | Casey Dellacqua Darija Jurak               | 6:0, 6:4          |
| Finalistka    | 15. | 17 maja 2015         | Rzym            | Ceglana        | Martina Hingis         | Tímea Babos Kristina Mladenovic            | 4:6, 3:6          |
| Zwyciężczyni  | 27. | 11 lipca 2015        | Wimbledon       | Trawiasta      | Martina Hingis         | Jekatierina Makarowa Jelena Wiesnina       | 5:7, 7:6(4), 7:5  |
| Zwyciężczyni  | 28. | 13 września 2015     | US Open         | Twarda         | Martina Hingis         | Casey Dellacqua Jarosława Szwiedowa        | 6:3, 6:3          |
| Zwyciężczyni  | 29. | 26 września 2015     | Kanton          | Twarda         | Martina Hingis         | Xu Shilin You Xiaodi                       | 6:3, 6:1          |
| Zwyciężczyni  | 30. | 3 października 2015  | Wuhan           | Twarda         | Martina Hingis         | Irina-Camelia Begu Monica Niculescu        | 6:2, 6:3          |
| Zwyciężczyni  | 31. | 10 października 2015 | Pekin           | Twarda         | Martina Hingis         | Chan Hao-ching Chan Yung-jan               | 6:7(9), 6:1, 10–8 |
| Zwyciężczyni  | 32. | 1 listopada 2015     | Singapur        | Twarda (hala)  | Martina Hingis         | Garbiñe Muguruza Carla Suárez Navarro      | 6:0, 6:3          |
| Zwyciężczyni  | 33. | 9 stycznia 2016      | Brisbane        | Twarda         | Martina Hingis         | Angelique Kerber Andrea Petković           | 7:5, 6:1          |
| Zwyciężczyni  | 34. | 15 stycznia 2016     | Sydney          | Twarda         | Martina Hingis         | Caroline Garcia Kristina Mladenovic        | 1:6, 7:5, 10–5    |
| Zwyciężczyni  | 35. | 29 stycznia 2016     | Australian Open | Twarda         | Martina Hingis         | Andrea Hlaváčková Lucie Hradecká           | 7:6(1), 6:3       |
| Zwyciężczyni  | 36. | 14 lutego 2016       | Petersburg      | Twarda (hala)  | Martina Hingis         | Wiera Duszewina Barbora Krejčíková         | 6:3, 6:1          |
| Finalistka    | 16. | 24 kwietnia 2016     | Stuttgart       | Ceglana (hala) | Martina Hingis         | Caroline Garcia Kristina Mladenovic        | 6:2, 1:6, 6–10    |
| Finalistka    | 17. | 7 maja 2016          | Madryt          | Ceglana        | Martina Hingis         | Caroline Garcia Kristina Mladenovic        | 4:6, 4:6          |
| Zwyciężczyni  | 37. | 15 maja 2016         | Rzym            | Ceglana        | Martina Hingis         | Jekatierina Makarowa Jelena Wiesnina       | 6:1, 6:7(5), 10–3 |
| Zwyciężczyni  | 38. | 21 sierpnia 2016     | Cincinnati      | Twarda         | Barbora Strýcová       | Martina Hingis Coco Vandeweghe             | 7:5, 6:4          |
| Zwyciężczyni  | 39. | 27 sierpnia 2016     | New Haven       | Twarda         | Monica Niculescu       | Kateryna Bondarenko Chuang Chia-jung       | 7:5, 6:4          |
| Zwyciężczyni  | 40. | 24 września 2016     | Tokio           | Twarda         | Barbora Strýcová       | Liang Chen Yang Zhaoxuan                   | 6:1, 6:1          |
| Finalistka    | 18. | 1 października 2016  | Wuhan           | Twarda         | Barbora Strýcová       | Bethanie Mattek-Sands Lucie Šafářová       | 1:6, 4:6          |
| Zwyciężczyni  | 41. | 7 stycznia 2017      | Brisbane        | Twarda         | Bethanie Mattek-Sands  | Jekatierina Makarowa Jelena Wiesnina       | 6:2, 6:3          |
| Finalistka    | 19. | 13 stycznia 2017     | Sydney          | Twarda         | Barbora Strýcová       | Tímea Babos Anastasija Pawluczenkowa       | 4:6, 4:6          |
| Finalistka    | 20. | 2 kwietnia 2017      | Miami           | Twarda         | Barbora Strýcová       | Gabriela Dabrowski Xu Yifan                | 4:6, 3:6          |
| Zwyciężczyni  | 42. | 18 stycznia 2020     | Hobart          | Twarda         | Nadija Kiczenok        | Peng Shuai Zhang Shuai                     | 6:4, 6:4          |
| Finalistka    | 21. | 28 sierpnia 2021     | Cleveland       | Twarda         | Christina McHale       | Shūko Aoyama Ena Shibahara                 | 5:7, 3:6          |
| Zwyciężczyni  | 43. | 26 września 2021     | Ostrawa         | Twarda (hala)  | Zhang Shuai            | Kaitlyn Christian Erin Routliffe           | 6:3, 6:2          |
| Finalistka    | 22. | 10 kwietnia 2022     | Charleston      | Ceglana        | Lucie Hradecká         | Andreja Klepač Magda Linette               | 2:6, 6:4, 7–10    |
| Finalistka    | 23. | 21 maja 2022         | Strasburg       | Ceglana        | Lucie Hradecká         | Nicole Melichar-Martinez Daria Saville     | 7:5, 5:7, 6–10    |

### Gra mieszana 8 (3–5)
| Końcowy wynik | Nr | Data             | Turniej         | Nawierzchnia | Partner         | Przeciwnicy                            | Wynik finału   |
| ------------- | -- | ---------------- | --------------- | ------------ | --------------- | -------------------------------------- | -------------- |
| Finalistka    | 1. | 26 stycznia 2008 | Australian Open | Twarda       | Mahesh Bhupathi | Sun Tiantian Nenad Zimonjić            | 6:7(4), 4:6    |
| Zwyciężczyni  | 1. | 31 stycznia 2009 | Australian Open | Twarda       | Mahesh Bhupathi | Nathalie Dechy Andy Ram                | 6:3, 6:1       |
| Zwyciężczyni  | 2. | 7 czerwca 2012   | French Open     | Ceglana      | Mahesh Bhupathi | Klaudia Jans-Ignacik Santiago González | 7:6(3), 6:1    |
| Finalistka    | 2. | 26 stycznia 2014 | Australian Open | Twarda       | Horia Tecău     | Kristina Mladenovic Daniel Nestor      | 3:6, 2:6       |
| Zwyciężczyni  | 3. | 5 września 2014  | US Open         | Twarda       | Bruno Soares    | Abigail Spears Santiago González       | 6:1, 2:6, 11–9 |
| Finalistka    | 3. | 4 czerwca 2016   | French Open     | Ceglana      | Ivan Dodig      | Martina Hingis Leander Paes            | 6:4, 4:6, 8–10 |
| Finalistka    | 4. | 29 stycznia 2017 | Australian Open | Twarda       | Ivan Dodig      | Abigail Spears Juan Sebastián Cabal    | 2:6, 4:6       |
| Finalistka    | 5. | 27 stycznia 2023 | Australian Open | Twarda       | Rohan Bopanna   | Luisa Stefani Rafael Matos             | 6(2):7, 2:6    |

## Występy w Turnieju Mistrzyń

### W grze podwójnej
| Rok  | Rezultat              | Partnerka      | Przeciwniczki                         | Wynik          |
| 2014 | Zwycięstwo            | Cara Black     | Hsieh Su-wei Peng Shuai               | 6:1, 6:0       |
| 2015 | Zwycięstwo            | Martina Hingis | Garbiñe Muguruza Carla Suárez Navarro | 6:0, 6:3       |
| 2016 | Półfinał              | Martina Hingis | Jekatierina Makarowa Jelena Wiesnina  | 6:3, 2:6, 6–10 |
| 2017 | Zawodniczki rezerwowe | Peng Shuai     | nie wystąpiły                         | nie wystąpiły  |

## Finały juniorskich turniejów wielkoszlemowych

### Gra podwójna (1)
| Końcowy wynik | Rok  | Turniej   | Nawierzchnia | Partnerka        | Przeciwniczki                       | Wynik finału  |
| Zwyciężczyni  | 2003 | Wimbledon | Trawiasta    | Alisa Klejbanowa | Kateřina Böhmová Michaëlla Krajicek | 2:6, 6:3, 6:2 |